# Dikraneura orientalis
Dikraneura orientalis är en insektsart som beskrevs av Irena Dworakowska 1993. Dikraneura orientalis ingår i släktet Dikraneura och familjen dvärgstritar. Inga underarter finns listade i Catalogue of Life.